# Ralf Wolter
Ralf Wolter (Berlijn, 26 november 1926 – München, 14 oktober 2022) was een Duitse acteur.  

## Jeugd en opleiding
Na de voltooiing van de theaterschool Der Kreis speelde Wolter, die uit een artiestenfamilie stamde, bij verschillende theaters in Berlijn en Potsdam. Zijn passie voor humoristische teksten en muziek brachten hem bij het cabaret.

## Carrière
In 1951 had hij in de filmkomedie Die Frauen des Herrn S. zijn eerste filmoptreden. Al spoedig telde Wolter als ideale invulling voor vriendelijke sukkels, echter serieuze aanbiedingen bleven uit. In de daarop volgende jaren was hij onder andere te zien in de komedies en blijspelen Die Beine von Dolores, Wenn die Conny mit dem Peter en Freddy, die Gitarre und das Meer. In 1958 had hij een kort optreden als toiletman in de satireverfilming Wir Wunderkinder met de beknopte tekstregel Jepinkelt wird immer.
In 1961 speelde Wolter aan de zijde van James Cagney en Horst Buchholz in Billy Wilders komedie One, Two, Three een kaalhoofdige sovjetagent. In 1962 lukte hem dan met de Karl Maywestern Der Schatz im Silbersee de doorbraak. In de eerste Winnetou-verfilming speelde Wolter de sympathieke trapper Sam Hawkens, de trouwe begeleider van de helden Winnetou  (Pierre Brice) en Old Shatterhand (Lex Barker). Deze paraderol aanvaardde hij ook in vijf verdere bioscoopfilms, die ondertussen allemaal als klassiekers te boek staan, maar ook in de 14-delige tv-serie Mein Freund Winnetou (1980).
In de avonturenfilm Der Schut (Karl May) speelde Wolter voor de eerste keer Hadschi Halef Omar, die hij ook in de Karl May-verfilmingen Durchs wilde Kurdistan (1965) en Im Reich des silbernen Löwen (1965) speelde. In de Karl May-films Der Schatz der Azteken (1965) en het vervolg Die Pyramide des Sonnengottes (1965) speelde hij de Zwabense koekoeksklokken-verkoper Andreas Hasenpfeffer. Na de filmkomedie Die Heiden von Kummerow und ihre lustigen Streiche (1967), de 13-delige ZDF-serie Ein Fall für Titus Bunge (1967), waarin Wolter als titelfiguur een privédetective speelde, en het laatste Winnetou-avontuur Winnetou und Shatterhand im Tal der Toten (1968), werden zijn rollen, onder andere in verschillende softsex-filmkomedies, met de tijd steeds kleiner en alledaagser.
Vanaf 1975 was hij overwegend te zien in tv-producties zoals Tatort, Der Alte, Ein Schloß am Wörthersee en Küstenwache. In 1991 werkte hij als Sam Hawkens in het kader van de Karl May Festspiele in Bad Segeberg voor de laatste keer samen met Pierre Brice.
Hij behaalde in mei 2002 de krantenkoppen, toen hij door een riskant omkeer-manoeuvre op de A24 een ongeluk veroorzaakte met drie doden tot gevolg en de plaats van het ongeval verliet. De toentertijd 75-jarige beweerde niets te hebben gemerkt van het ongeluk. Wegens nalatigheid en het in gevaar brengen van het wegverkeer werd hij veroordeeld tot een voorwaardelijke vrijheidsstraf van 10 maanden.
In 2007 en 2008 speelde Wolter in het stuk Jetzt oder nie – Die Comedian Harmonists van de openluchtspelen Schwäbisch Hall de rol van de oude Harry Frommermann (oprichter van de Comedian Harmonists), die terugblikt op zijn leven bij de eerste boygroep ter wereld.
Wolter overleed op 95-jarige leeftijd.

## Filmografie (selectie)

### Bioscoop
- 1951: Die Frauen des Herrn S.
- 1954: Phantom des großen Zeltes
- 1955: Der Hauptmann und sein Held
- 1955: Oberwachtmeister Borck
- 1955: Hotel Adlon
- 1955: Vor Gott und den Menschen
- 1955: Ihr Leibregiment
- 1955: Urlaub auf Ehrenwort
- 1956: Der müde Theodor
- 1956: Das alte Försterhaus
- 1956: Der Adler vom Velsatal
- 1956: Mein Vater, der Schauspieler
- 1956: Der Glockengießer von Tirol
- 1956: Ein Mädchen aus Flandern
- 1956: Tausend Melodien
- 1956: Der Mustergatte
- 1956: ... wie einst Lili Marleen
- 1957: Bekenntnisse des Hochstaplers Felix Krull
- 1957: Viktor und Viktoria
- 1957: Die Beine von Dolores
- 1957: Jede Nacht in einem anderen Bett
- 1957: Frühling in Berlin
- 1958: Das Wirtshaus im Spessart
- 1958: Schmutziger Engel
- 1958: Grabenplatz 17
- 1958: Zeit zu leben und Zeit zu sterben
- 1958: Wenn die Conny mit dem Peter
- 1958: Der Maulkorb
- 1958: Wir Wunderkinder
- 1959: Schlag auf Schlag
- 1959: Das schöne Abenteuer
- 1959: Natürlich die Autofahrer
- 1959: Drillinge an Bord
- 1959: Die Gans von Sedan
- 1959: Freddy, die Gitarre und das Meer
- 1959: Rosen für den Staatsanwalt
- 1959: Alle Tage ist kein Sonntag
- 1959: Bobby Dodd greift ein
- 1959: Peter Voss – der Held des Tages
- 1959: 2 x Adam, 1 x Eva
- 1960: Das kunstseidene Mädchen
- 1960: Wir Kellerkinder
- 1960: Conny und Peter machen Musik
- 1960: Scheidungsgrund: Liebe
- 1960: Mal drunter, mal drüber
- 1961: Kauf Dir einen bunten Luftballon
- 1961: Ramona
- 1961: Adieu, Lebewohl, Goodbye
- 1961: Robert und Bertram
- 1961: Eine hübscher als die andere
- 1961: Immer Ärger mit dem Bett
- 1961: Eins, zwei, drei
- 1961: Unter Ausschluß der Öffentlichkeit
- 1961: Der Lügner
- 1962: Die Post geht ab
- 1962: Der Schatz im Silbersee (Karl May-film)
- 1962: Freddy und das Lied der Südsee
- 1963: Winnetou 1. Teil (Karl May-film)
- 1963: Ferien wie noch nie
- 1963: Liebe will gelernt sein
- 1964: Old Shatterhand (Karl May-film)
- 1964: Die Goldsucher von Arkansas
- 1964: Das Wirtshaus von Dartmoor
- 1964: Der Schut (Karl May-film)
- 1964: Ein Sarg aus Hongkong
- 1965: Der Schatz der Azteken (Karl May-film)
- 1965: Durchs wilde Kurdistan (Karl May-film)
- 1965: Im Reiche des silbernen Löwen (Karl May-film)
- 1965: Die Pyramide des Sonnengottes (Karl May-film)
- 1965: Winnetou 3. Teil (Karl May-film)
- 1966: Winnetou und das Halbblut Apanatschi (Karl May-film)
- 1966: Unser Boß ist eine Dame (Operazione San Gennaro)
- 1966: Wer kennt Johnny R.?
- 1967: Die Heiden von Kummerow und ihre lustigen Streiche
- 1967: Der Mörderclub von Brooklyn
- 1967: Mister Dynamit – Morgen küßt Euch der Tod
- 1967: Heubodengeflüster
- 1967: Mittsommernacht
- 1968: Paradies der flotten Sünder
- 1968: Winnetou und Shatterhand im Tal der Toten (Karl May-film)
- 1968: Otto ist auf Frauen scharf
- 1968: Hannibal Brooks
- 1968: Frau Wirtin hat auch einen Grafen
- 1969: Frau Wirtin hat auch eine Nichte
- 1969: Die tolldreisten Geschichten - nach Honoré de Balzac
- 1969: Charley's Onkel
- 1969: Alle Kätzchen naschen gern
- 1969: Heintje – Ein Herz geht auf Reisen
- 1969: Helgalein
- 1969: Die jungen Tiger von Hongkong
- 1969: Liebe durch die Hintertür
- 1970: Hilfe, mich liebt eine Jungfrau
- 1970: Heintje – Einmal wird die Sonne wieder scheinen
- 1970: Heintje – Mein bester Freund
- 1970: Was ist denn bloß mit Willi los?
- 1970: Das Glöcklein unterm Himmelbett
- 1970: Beiß mich Liebling
- 1971: Das haut den stärksten Zwilling um
- 1971: Zwanzig Mädchen und die Pauker: Heute steht die Penne kopf
- 1971: Einer spinnt immer
- 1971: Tante Trude aus Buxtehude
- 1971: Wir hau'n den Hauswirt in die Pfanne
- 1971: Die Lümmel von der ersten Bank – Morgen fällt die Schule aus
- 1971: Urlaubsreport – Worüber Reiseleiter nicht sprechen dürfen
- 1972: Kinderarzt Dr. Fröhlich
- 1972: Cabaret
- 1972: Meine Tochter – deine Tochter
- 1972: Grün ist die Heide
- 1972: Außer Rand und Band am Wolfgangsee
- 1972: Lilli - Die Braut der Kompanie
- 1973: Alter Kahn und junge Liebe
- 1973: Unsere Tante ist das Letzte
- 1974: Schwarzwaldfahrt aus Liebeskummer
- 1977: Waldrausch
- 1977: Das Schlangenei
- 1979: Graf Dracula (beisst jetzt) in Oberbayern
- 1982: Piratensender Powerplay
- 1983: Laß das – ich haß' das
- 1983: Eine Liebe in Deutschland
- 1985: Drei gegen Drei
- 1990: High Score
- 1992: Otto – Der Liebesfilm
- 1996: Kondom des Grauens
- 2009: Dinosaurier – Gegen uns seht ihr alt aus!
- 2012: Bis zum Horizont, dann links!

### Televisie
- 1963: Die Zwölf Geschworenen (tv-film)
- 1963: Das Kriminalmuseum – Nur ein Schuh
- 1964: Die letzte Folge (tv-film)
- 1967: Ein Fall für Titus Bunge (televisieserie, 13 afleveringen)
- 1968: Einer fehlt beim Kurkonzert
- 1973: Diamantenparty
- 1973: Lokaltermin - Die Herrenpartie
- 1973: Schwarzwaldmädel
- 1974: Ehrenhäuptling der Watubas
- 1974: Unter einem Dach - Ein rätselhafter Fall
- 1975: Tatort: Als gestohlen gemeldet
- 1975: Beschlossen und verkündet - Der Doppelgänger
- 1976: Vater Seidl und sein Sohn - Fernweh
- 1977: Der Alte - Die Dienstreise (televisieserie)
- 1978: Der Alte - Zeugenaussagen (televisieserie)
- 1978: Der Alte - Der Pelikan (televisieserie)
- 1978: Polizeiinspektion 1: Auf den Hund gekommen
- 1980: Mein Freund Winnetou (Karl May)
- 1982: Drei gegen Hollywood
- 1986: Ein Heim für Tiere (televisieserie, 1 aflevering)
- 1986: Die Krimistunde - Der Stern (televisieserie)
- 1986: Der Fahnder (televisieserie, 2 afleveringen)
- 1988: Liebling Kreuzberg - Glück kommt, Glück geht
- 1989: Mit Leib und Seele
- 1989: Molle mit Korn
- 1990: 1990: Le Gorille (franse televisieserie)
- 1993: Almenrausch und Pulverschnee
- 1994: Großstadtrevier - Bodycheck
- 1994: Familie Heinz Becker - Modenschau
- 1997: Wilde Zeiten
- 2001: Vollweib sucht Halbtagsmann
- 2002: Herz in Flammen

### Theateropnamen
- 1980: Pension Schöller
- 1982: Meine Frau erfährt kein Wort

## Synchronisatie
Als synchroonspreker leende Wolter zijn stem aan William Hickey (Giftiger Schnee), Sidney James (Eine einfache Geschichte) en Panoramix in Asterix in Amerika.
- Biblioteca Nacional de España: XX1540454
- Bibliothèque nationale de France: cb17012181x (data)
- Gemeinsame Normdatei: 124445136
- International Standard Name Identifier: 0000 0001 1460 3863
- Library of Congress Control Number: no2003056464
- MusicBrainz: 4961a76a-401f-4ac1-ba1a-e07aa33ca802
- Nationale Bibliotheek van Tsjechië: xx0113689
- Nationale Bibliotheek van Israël: 987007335603605171
- Nationale Bibliotheek van Polen: a0000002266821
- Virtual International Authority File: 28004814
- WorldCat: E39PBJd88GkgFbbBmxcprRHKVC